# Morgan Woodward
Morgan Woodward, född 16 september 1925 i Fort Worth, Texas, död 22 februari 2019 i Paso Robles, Kalifornien, var en amerikansk skådespelare.
Förutom filmer gjorde han även en lång rad TV-roller, bland annat i Dallas där han spelade oljebaronen Marvin "Punk" Anderson 1980–1987.

## Filmografi
- 1967 – Rebell i bojor
- 1969 – En handfull bly för sheriffen
- 1971 – Laglös stad
- 1973 – På flykt över prärien
- 1974 – En gång snut, alltid snut
- 1975 – Dalton-ligan
- 1976 – Polishämnaren
- 1976 – Mordet på en kinesisk bookmaker
- 1977 – Polis-sheriffens hårda fight
- 1977 – Moonshine Express
- 1977 – Which Way Is Up?
- 1977 – Supervan
- 1977 – Deadly Game
- 1980 – Kriget bortom stjärnorna
- 1985 – Girls Just Want to Have Fun
- 1992 – Gunsmoke: To the Last Man